# İhsan Şeref Dura
İhsan Şeref Dura (* 1901 in Bursa; † 27. August 1984) war ein türkischer Generalleutnant des Heeres (Türk Kara Kuvvetleri) und Politiker der Partei der Neuen Türkei, der unter anderem zwischen 1950 und 1960 Leiter der Generaldirektion für Kartografie (Harita Genel Müdürü), von 1961 bis 1965 Mitglied der Nationalversammlung TBMM (Türkiye Büyük Millet Meclisi) sowie vom 13. Juni bis zum 25. Dezember 1963 Verkehrsminister (Ulaştırma Bakanı) war.

## Leben

### Aufstieg zum Generalleutnant
Dura besuchte die renommierte Kuleli-Kadettenanstalt (Kuleli Askerî Lisesi) und nahm zwischen 1920 und 1923 am Türkischen Befreiungskrieg teil. Für seine damaligen Verdienste wurde ihm die Unabhängigkeitsmedaille (İstiklâl Madalyası) verliehen. Nach der Gründung der Republik Türkei am 29. Oktober 1923 wurde er in das Heer übernommen und absolvierte zunächst eine Offiziersausbildung an der Heeresschule (Kara Harp Okulu), ehe er 1927 ein Studium an einer Technischen Hochschule in Frankreich begann. Nach seiner Rückkehr absolvierte er darüber hinaus ein Studium der Rechtswissenschaften an der Universität Istanbul. 
Nach seiner Beförderung zum Oberst (Albay) wurde Dura 1949 Leiter des Wissenschaftlichen Referats der Generaldirektion für Kartografie und danach am 10. Februar 1950 zunächst stellvertretender Leiter der Generaldirektion für Kartografie, ehe er schließlich am 3. Juli 1950 Leiter der Generaldirektion für Kartografie (Harita Genel Müdürü) wurde. Als solcher wurde er 1951 zum Brigadegeneral (Tuğgeneral), 1954 zum Generalmajor (Tümgeneral) sowie 1957 zum Generalleutnant (Korgeneral) befördert. Nach zehnjähriger Tätigkeit als Leiter der Generaldirektion für Kartografie trat er 1960 in den Ruhestand.

### Abgeordneter und Minister
Bei der Wahl vom 15. Oktober 1961, der ersten nach dem Militärputsch vom 27. Mai 1960, wurde Dura als Kandidat der Partei der Neuen Türkei von Ekrem Alican zum Mitglied der Nationalversammlung TBMM (Türkiye Büyük Millet Meclisi) gewählt und gehörte dieser bis zur Wahl am 10. Oktober 1965 an. Zugleich wurde er als türkischer Vertreter 1962 Mitglied des Europarates.
Am 13. Juni 1963 wurde Dura von Ministerpräsident İsmet İnönü als Nachfolger von Rıfat Öçten zum Verkehrsminister (Ulaştırma Bakanı) in die 27. türkische Regierung berufen. Dieses Ministeramt bekleidete er bis zum 25. Dezember 1963 und wurde dann von Abdurrahman Ferit Alpiskender abgelöst. 1965 zog er sich aus dem politischen Leben zurück.